# Ана Катаріна Ногейра
Ана Катаріна Ногейра (порт. Ana Catarina Nogueira; нар. 20 вересня 1978) — колишня португальська тенісистка.
Найвищу одиночну позицію світового рейтингу — 383 місце досягла 2 жовтня 2000, парну — 386 місце — 5 квітня 1999 року.
Здобула 3 одиночні та 3 парні титули туру ITF.

## Фінали ITF

### Одиночний розряд (3–3)
| Турніри $25,000 |
| Турніри $10,000 |

| Результат | Ранг | Дата           | Турнір                      | Покриття | Суперниця               | Рахунок       |
| --------- | ---- | -------------- | --------------------------- | -------- | ----------------------- | ------------- |
| Поразка   | 1.   | 30 липня 2000  | Ванкувер, Канада            | Тверде   | Анніка Купер            | 2–6, 1–6      |
| Поразка   | 2.   | 5 серпня 2001  | Понтеведра, Іспанія         | Тверде   | Аранча Парра Сантонха   | 3–6, 1–6      |
| Перемога  | 1.   | 20 червня 2004 | Монтемор-у-Нову, Португалія | Тверде   | Лізан дю Плессі         | 6–2, 6–3      |
| Перемога  | 2.   | 15 серпня 2004 | Албуфейра, Португалія       | Тверде   | Ірина Коткіна           | 7–5, 6–0      |
| Поразка   | 3.   | 25 липня 2006  | Ла-Корунья, Іспанія         | Тверде   | Сара дель Барріо Арагон | 3–6, 6–7(4)   |
| Перемога  | 3.   | 14 жовтня 2007 | Ешпіню, Португалія          | Ґрунт    | Клер де Губернатіс      | 7–5, 3–6, 6–1 |

### Парний розряд (3–3)
| Результат | Ранг | Дата              | Турнір                | Покриття | Партнерка                   | Суперниці                                | Рахунок       |
| --------- | ---- | ----------------- | --------------------- | -------- | --------------------------- | ---------------------------------------- | ------------- |
| Перемога  | 1.   | 30 листопада 1998 | Майорка, Іспанія      | Ґрунт    | Ямаґісі Йоріко              | Сільвія Соснарова Marie Vrba             | 6–4, 3–6, 6–1 |
| Поразка   | 1.   | 17 травня 1999    | Елваш, Португалія     | Тверде   | Такасе Аямі                 | Ганна-Катрі Аалто Кірсі Лампінен         | 4–6, 4–6      |
| Поразка   | 2.   | 27 лютого 2000    | Vilamoura, Португалія | Тверде   | Нікола Пейн                 | Марія Елена Камерін Барбара Гелльвіґ     | 2–6, 0–6      |
| Поразка   | 3.   | 7 травня 2001     | Мерсін, Туреччина     | Ґрунт    | Анжела Кардозо (тенісистка) | Дуйґу Акшит Оал Олена Яришко             | 1–6, 4–6      |
| Перемога  | 2.   | 25 червня 2001    | Елваш, Португалія     | Тверде   | Марія Фернанда Алвеш        | Олександра Кравець Аранча Парра Сантонха | 6–3, 6–4      |
| Перемога  | 3.   | 21 серпня 2005    | Коїмбра, Португалія   | Тверде   | Марія Хосе Мартінес Санчес  | Анджелік Кербер Татьяна Пряхін           | 6–4, 7–6(1)   |